# Star Wars: Tales of the Empire
Star Wars: Tales of the Empire, nota anche semplicemente come Tales of the Empire, è una miniserie televisiva d'animazione antologica creata da Dave Filoni per la piattaforma di streaming Disney+ e facente parte del franchise di Guerre stellari.
Prodotta dalla Lucasfilm Animation, la miniserie è divisa in due archi narrativi: uno ha come protagonista Morgan Elsbeth (doppiata da Diana Lee Inosanto) e l'altro segue l'ex Jedi Barriss Offee (doppiata da Meredith Salenger). La serie è stata pubblicata su Disney+ il 4 maggio 2024.
La serie ha lo stesso stile di animazione già visto nelle serie The Clone Wars, The Bad Batch e Tales of the Jedi.
La serie ricevette un generale apprezzamento dalla critica. Tales of the Empire funge da sequel per la miniserie animata Star Wars: Tales of the Jedi.

## Trama
I sei episodi sono suddivisi in due archi narrativi divisi: 
- i primi tre seguono le vicende di Morgan Elsbeth, sorella della notte di Dathomir che, dopo essere rimasta l'unica sopravvissuta a un devastante attacco del generale Grievous sul suo pianeta natale, viene soccorsa da un clan vicino e inizia la sua vita dominata dalla vendetta.[1]

- gli ultimi tre narrano invece le vicende della ex Jedi Barriss Offee che, dopo aver tradito la Repubblica e l'ordine dei Jedi ed essere condannata all'ergastolo, viene liberata e portata ad essere addestrata come inquisitore dell'Impero dopo la caduta della Repubblica.[1]

## Personaggi ed interpreti

### Personaggi principali
- Morgan Elsbeth, doppiata in originale da Diana Lee Inosanto e in italiano da Luisa D'Aprile.[5]
- Barriss Offee, doppiata in originale da Meredith Salenger e in italiano da Francesca Barnato.[5]

### Personaggi comprimari
- Lyn, vero nome della Quarta Sorella, doppiata in originale da Rya Kihlstedt e in italiano da Angela Brusa.[6]
- Wing, doppiato in originale da Wing T. Chao e in italiano da Luigi Ferraro.[6]
- Ammiraglio Thrawn, doppiato in originale da Lars Mikkelsen e in italiano da Mario Cordova.[6]
- Gran Inquisitore, doppiato in originale da Jason Isaacs[6] e in italiano da Massimo De Ambrosis.[1]

## Episodi
| n° | Titolo originale  | Titolo italiano        | Pubblicazione |
| -- | ----------------- | ---------------------- | ------------- |
| 1  | The Path of Fear  | Il cammino della paura | 4 maggio 2024 |
| 2  | The Path of Anger | Il cammino dell'ira    | 4 maggio 2024 |
| 3  | The Path of Hate  | Il cammino dell'odio   | 4 maggio 2024 |
| 4  | Devoted           | Lealtà                 | 4 maggio 2024 |
| 5  | Realization       | Consapevolezza         | 4 maggio 2024 |
| 6  | The Way Out       | La via d'uscita        | 4 maggio 2024 |

### Il cammino della paura
- Titolo originale: The Path of Fear
- Diretto da: Nathaniel Villanueva
- Scritto da: Dave Filoni, Amanda Rose Muñoz

#### Trama
Durante le Guerre dei Cloni, l'esercito separatista, guidato dal generale Grievous, attacca il pianeta natale delle Sorelle della Notte, Dathomir, sterminandole e distruggendo il loro tempio e bruciando le foreste. L'unica sopravvissuta di questo massacro è Morgan Elsbeth, che viene soccorsa dal vicino clan delle montagne. Andando contro il volere della Matrona del villaggio, Morgan e tre giovani membri del clan si avventurano nella foresta per recuperare delle armi delle Sorelle della Notte da un tempio. Durante questa missione, le quattro vengono attaccate dall'esercito dei droidi e la figlia della Matrona rimane uccisa. La Matrona salva le rimanenti ragazze, ma lasciando indietro Morgan.

### Il cammino dell'ira
- Titolo originale: The Path of Anger
- Diretto da: Steward Lee
- Scritto da: Dave Filoni, Amanda Rose Muñoz

#### Trama
Durante il regno dell'Impero, Morgan diventa magistrato del pianeta Corvus e promette lavoro e prosperità agli abitanti locali. Progetta un nuovo modello di caccia TIE, il TIE Defender, ma viene respinto dal Moff Isdain. L'ammiraglio Thrawn si interessa al progetto di Morgan e invia il suo assassino, Rukh, ad attaccarla. Dopo essersi difesa e aver dimostrato le sue abilità, l'ammiraglio accetta il progetto di Morgan e le offre il suo supporto.

### Il cammino dell'odio
- Titolo originale: The Path of Hate
- Diretto da: Nathaniel Villanueva
- Scritto da: Dave Filoni, Amanda Rose Muñoz

#### Trama
Dopo la caduta dell'Impero, l'ex cittadina di Corvus Nadura ritorna come ambasciatore della Nuova Repubblica. Chiede a Morgan di dimettersi come magistrato per il maltrattamento della popolazione e di lasciare che Corvus entri nella Nuova Repubblica. Morgan uccide Nadura e fa bruciare le foreste di Corvus. Prima di morire, Nadura riesce ad inviare un segnale a Bo-Katan Kryze.

### Lealtà
- Titolo Originale: Devoted
- Diretto da: Saul Ruiz
- Scritto da: Dave Filoni, Matt Michnovetz

#### Trama
Durante l'Ordine 66, Barriss Offee, ex padawan dell'Ordine Jedi, incarcerata in seguito ad un attacco terroristico, si sveglia a causa di un incubo e nota delle esplosioni dal Tempio Jedi e chiede cosa sta succedendo alle guardie che le dicono solo di essere grata di non essere più una Jedi e che entro domani non ce ne saranno più. Dopo la formazione dell'Impero Galattico, Lyn, ora diventata la Quarta Sorella, va nella cella di Barriss e le offre un'opportunità che lei accetta. Arrivati in una fortezza in costruzione, entra in una stanza insieme a due suoi compagni Jedi, Dante e Ahmar (quest'ultimo non tanto felice di vederla), ed incontrano il Grande Inquisitore, questi gli rivela del "tradimento" dei Jedi e della riorganizzazione della Repubblica e che loro sono qui per fondare un ordine per proteggere il futuro dell'impero, mentre sono nei loro alloggi, Ahmar decide di andarsene. Quando vengono chiamati dal Grande Inquisitore, questi gli rivela che Ahmar ha avuto "un incidente" e manda Dante con la Quarta Sorella mentre lui resta con Barriss, mentre la testa il Grande Inquisitore, nonostante sia disarmato, ha la meglio finché Barriss non usa la Forza per scagliarlo via, soddisfatto, Il Grande Inquisitore la porta all'esame finale, dove arriva anche Dante, i due allora si affrontano e sebbene Dante abbia inizialmente il sopravvento, viene ucciso da Barriss che lo soffoca con la Forza. Terminato il test, Barriss diventa il nuovo membro degli inquisitori e, insieme agli altri, Incontra il loro nuovo maestro, Dart Fener.

### Consapevolezza
- Titolo Originale: Realization
- Diretto da: Steward Lee
- Scritto da: Dave Filoni, Matt Michnovetz

#### Trama
Durante il regno dell'impero, Barriss Offee e la Quarta Sorella vengono mandate su un pianeta dove sembra ci sia un Jedi, Barriss e dubbiosa ma la Quarta Sorella le assicura che è così e le dice di non fare troppe domande, arrivati in una città in rovina del pianeta, Barriss e sorpresa dalle condizioni della popolazione locale, ma la Quarta Sorella le dice che quando giureranno fedeltà all'impero potranno prosperare, arrivati in una specie di piazza chiedono dove sia il Jedi, ma mentre la Quarta Sorella adotta un approccio aggressivo Barriss, con la sua gentilezza, riesce a scoprire che il Jedi e sulle montagne da un bambino ma quando lo dice alla Quarta Sorella questa, adirata, massacra tutti i presenti ad eccezione del bambino, mentre salgono le montagne, Barriss, sempre più dubbiosa, si chiede come mai, come inquisitori che portano ordine generano la paura che porterà il popolo contro di loro, ma la Quarta Sorella chiarisce che ora che hanno visto quanto sono forti gli rispetteranno. Mentre si arrampicano, Barriss e la Quarta Sorella per poco non vengono buttati giù da una frana, arrivata in cima, Barriss vede la Quarta Sorella e un Jedi che combattono, quando il Jedi prende il sopravvento, Barriss interviene e, mentre combatte contro di lui, cerca di convincerlo ad arrendersi, proprio mentre sta per arrendersi, la Quarta Sorella lo colpisce alle spalle, prendendo la sua spada laser, Barriss scopre che il Jedi respira ma la Quarta Sorella non vuole aiutarlo e afferma che i Jedi vanno spazzati via ovunque si trovino, Barriss ora completamente disillusa dell'impero e riabbracciando la sua natura Jedi, decide di rivoltarsi, la Quarta Sorella fa per attaccarla, ma lei la spinge giù dalla montagna, dopo averlo fatto, va in soccorso del Jedi morente.